# Erik Falck
Erik Frode Falck (ofte blot krediteret som Erik Falck, død 16. december 2016) var en dansk bassist, der var aktiv fra slutningen af 1960'erne og frem.
Fra 1973 til 1980 spillede Erik Falck bas og percussion i C.V. Jørgensens band, hvorefter han mere helligede sig teknikken i Moto-studiet, hvor han var medejer og teknisk leder.

## Udgivelser
- 1974 C.V. Jørgensen: En stynet strejfer
- 1975 C.V. Jørgensen: T-shirts, Terylenebukser & Gummisko
- 1977 C.V. Jørgensen: Storbyens små oaser
- 1978 C.V. Jørgensen: Vild i varmen
- 1979 C.V. Jørgensen: Solgt til stanglakrids
- 1980 C.V. Moto: Lampefeber